# Kłobuck
Kłobuck (alemany: Klobutzko) és una ciutat de Polònia que està ubicada a l'Alta Silèsia, al Voivodat de Silèsia. El 2023 tenia 19.954 habitants.